# Berazategui (ciudad)
Berazategui es una ciudad del sudeste del Gran Buenos Aires, Argentina; ubicada sobre las costas del Río de la Plata. Es la cabecera del partido homónimo en la Provincia de Buenos Aires. Es denominada Capital Nacional del Vidrio, por contar con la industria más activa del sector en la Argentina.

## Historia
La historia de la ciudad de Berazategui comenzó en el 1800, en ese entonces era un pequeño pueblo de característica rural, perteneciente al Partido de Quilmes. Esta zona comenzó su crecimiento con la llegada del ferrocarril, en 1872. José Clemente Berazategui era propietario de las tierras donde se construyó la estación de trenes y cedió las tierras con la condición de que llevara su nombre. Así, ese año nació la Estación Berazategui, y de ese nombre, comenzó a ser llamada la zona. En 1906, siguió avanzándose con la vía ferroviaria, hacia el sur, dando lugar a la creación de las estaciones Villa España, Ranelagh y Sourigues.
El 16 de agosto de 1877 fue fundada la escuela N°1 de Berazategui por Narciso Francisco Laprida.
En 1895, se creó la Parroquia San Francisco, primera iglesia de la zona.
En 1909, abrió sus puertas el Registro Civil, a cargo del escribano Enrique E. Soneyra.
En 1906, la llegada de la Cristalería Rigolleau, trajo un importante cambio tanto económico como social para la zona, lo que generó muchos puestos de trabajo. Poco a poco, dejaba la ganadería como actividad económica principal, para pasar a ser un centro industrial.
En 1925 llegó la electricidad para uso domiciliario. En 1930, se instaló la Maltería Hudson, el establecimiento más importante en su tipo en Sudamérica. En 1932, se pavimentaron algunas calles céntricas. En 1936, se radicó Ducilo, dedicada a la industria textil. En 1949 se instaló otra textil, Sniafa SA. En 1957, se pavimentó la más importante hasta el momento, Avenida Mitre, 35 cuadras que conectaban Berazategui con Quilmes.
La zona siguió su crecimiento y, a finales de la década del 50', comenzaron a manifestarse los deseos de autonomía y ser considerados un distrito separado del Partido de Quilmes. Así, el 4 de noviembre de 1960, se creó el Partido de Berazategui, que hoy abarca la ciudad de Berazategui, y las localidades de Villa España, Plátanos, Hudson, Ranelagh, El Pato, Juan María Gutiérrez, Sourigues y Pereyra.

## Educación
La Escuela Laboral emblemática es la Escuela de Educación Técnica 3 "El Politécnico", con 1.800 alumnos que se reciben de Técnicos en Electromecánica, Química o Maestro Mayor en Obras. Cuenta con talleres, salas de computación, biblioteca y laboratorios.
La ciudad cuenta con el Centro Universitario Berazategui, es posible cursar carreras de la Universidad Nacional de Quilmes (UNQ) y de la Universidad Nacional Arturo Jauretche (UNAJ). Un lugar independiente es la Asociación de Estudiantes Universitarios (ADEU).
En el ámbito terciario público cuenta con el Instituto Superior de Formación Técnica 198, que ofrece las carreras de Técnico Superior en Mantenimiento Industrial, Técnico Superior en Administración Pública y Técnico Superior en Administración Contable.

## Demografía

### Población
La ciudad de Berazategui, según el último censo (INDEC, 2022), cuenta con un total de 188.380 habitantes. A diferencia del censo anterior, este muestra toda la población dividida por ciudades y barrios.
De acuerdo a los resultados del (INDEC, 2010) la población total del partido era de 324 244. A diferencia del censo anterior, en éste no se muestra la población de cada localidad, por lo que no hay datos actualizados.
De acuerdo a los resultados del Censo 2001, la localidad contaba con 167 498 habitantes, repartidos 89 522 en Berazategui Este y 77 976 en Berazategui Oeste. Es la más poblada del partido.
- La densidad de población de la ciudad es de 3016,6 hab/km².
- A diferencia de otras localidades, en la de Berazategui no hay zonas rurales, todo está urbanizado.
- La mortalidad infantil es de 9 fallecimientos por cada 1000 nacidos. La población con necesidades básicas insatisfechas es del 10,4%. Y el analfabetismo es del 1,4%.
- La tasa de desocupación es del 7,7%.

## Gobierno
El intendente de Berazategui es Juan José Mussi, elegido jefe comunal en 1987, 1991, 2003 y 2007. Su hijo, el Dr. Patricio Mussi, fue intendente desde diciembre de 2010-2019.
El sistema de gobierno del partido está encabezado por un intendente que gobierna por elección de los vecinos y su mandato tiene una duración de cuatro años, con un Concejo Deliberante de 24 ediles que se renuevan por mitades.

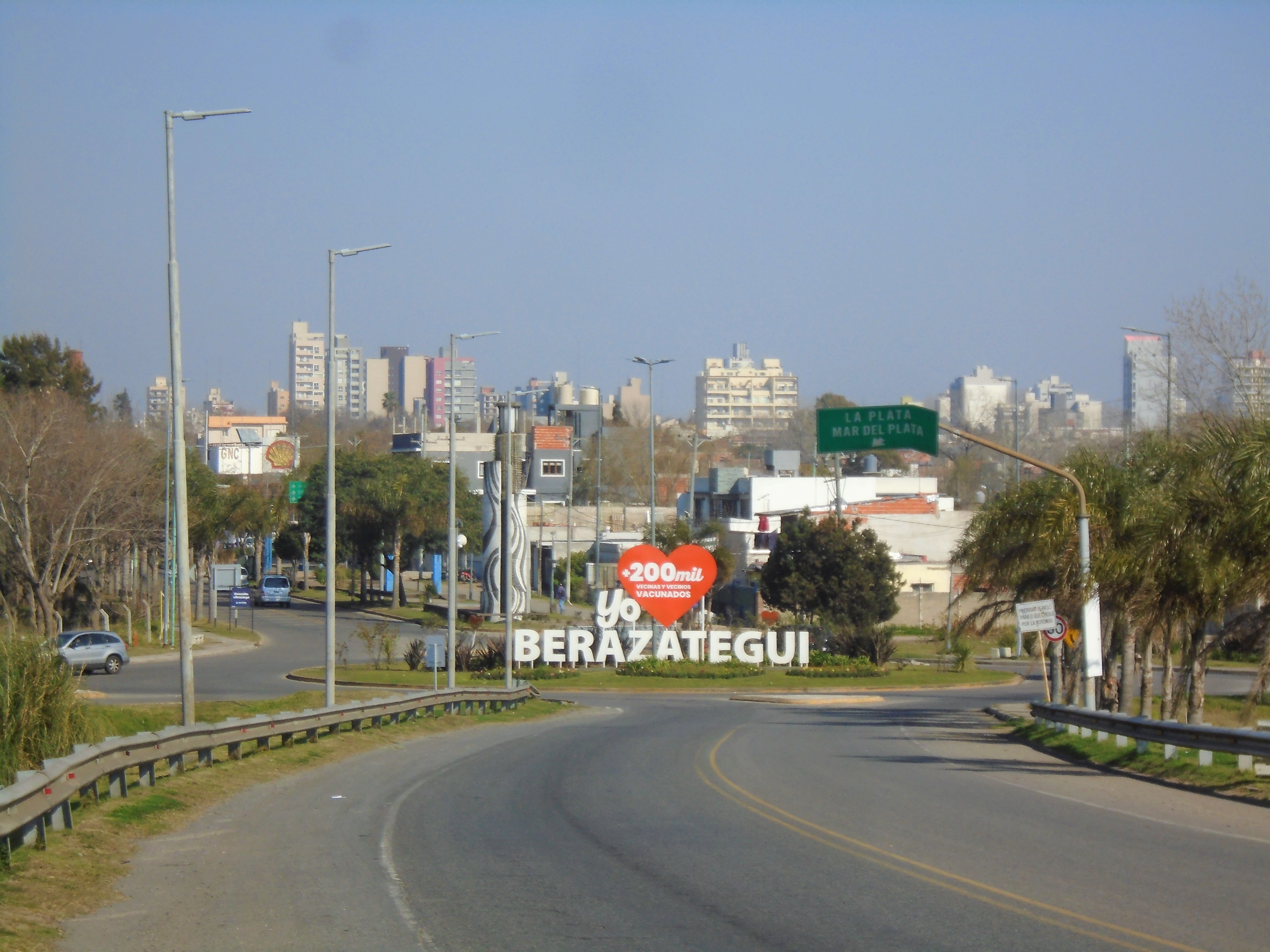
Acceso a Berazategui desde la Autopista Buenos Aires - La Plata.

## Geografía
Berazategui está en la zona sur del conurbano o Gran Buenos Aires. Está a 26 km de la ciudad de Buenos Aires, a 36 km de La Plata, a 333 km de Rosario, a 732 km de Córdoba, a 1029 km de Posadas, y a 3083 km de Ushuaia.
Limita con las costas del Río de la Plata, en su totalidad, al este; limita al sureste con la localidad de Plátanos, al sur con Ranelagh y Villa España, al suroeste con Sourigues, al oeste con Florencio Varela y al norte con Ezpeleta.

### Clima
Presenta un clima templado pampeano, muy similar al de la ciudad de Buenos Aires. La máxima promedio es de 24 °C y la mínima de 13 °C, aunque ambos promedios se superan en verano e invierno.
| Parámetros climáticos promedio de Berazategui (temperatura media 1981-2010, valores absolutos 1906-2014) | Parámetros climáticos promedio de Berazategui (temperatura media 1981-2010, valores absolutos 1906-2014) | Parámetros climáticos promedio de Berazategui (temperatura media 1981-2010, valores absolutos 1906-2014) | Parámetros climáticos promedio de Berazategui (temperatura media 1981-2010, valores absolutos 1906-2014) | Parámetros climáticos promedio de Berazategui (temperatura media 1981-2010, valores absolutos 1906-2014) | Parámetros climáticos promedio de Berazategui (temperatura media 1981-2010, valores absolutos 1906-2014) | Parámetros climáticos promedio de Berazategui (temperatura media 1981-2010, valores absolutos 1906-2014) | Parámetros climáticos promedio de Berazategui (temperatura media 1981-2010, valores absolutos 1906-2014) | Parámetros climáticos promedio de Berazategui (temperatura media 1981-2010, valores absolutos 1906-2014) | Parámetros climáticos promedio de Berazategui (temperatura media 1981-2010, valores absolutos 1906-2014) | Parámetros climáticos promedio de Berazategui (temperatura media 1981-2010, valores absolutos 1906-2014) | Parámetros climáticos promedio de Berazategui (temperatura media 1981-2010, valores absolutos 1906-2014) | Parámetros climáticos promedio de Berazategui (temperatura media 1981-2010, valores absolutos 1906-2014) | Parámetros climáticos promedio de Berazategui (temperatura media 1981-2010, valores absolutos 1906-2014) |
| Mes | Ene. | Feb. | Mar. | Abr. | May. | Jun. | Jul. | Ago. | Sep. | Oct. | Nov. | Dic. | Anual |
| --- | --- | --- | --- | --- | --- | --- | --- | --- | --- | --- | --- | --- | --- |
| Temp. máx. abs. (°C)                                                                                     | 43.3 | 38.7 | 37.9 | 36.0 | 31.6 | 28.5 | 30.2 | 34.4 | 35.9 | 35.6 | 36.8 | 40.5 | 43.3 |
| Temp. máx. media (°C)                                                                                    | 30.4 | 28.6 | 26.8 | 23.0 | 19.3 | 16.0 | 15.3 | 17.6 | 19.3 | 22.6 | 25.6 | 28.4 | 23.0 |
| Temp. media (°C)                                                                                         | 24.9 | 23.6 | 22.0 | 17.9 | 14.6 | 11.7 | 11.0 | 12.8 | 14.6 | 17.8 | 20.6 | 23.3 | 17.9 |
| Temp. mín. media (°C)                                                                                    | 20.4 | 19.2 | 17.7 | 13.8 | 10.7 | 8.1 | 7.4 | 8.8 | 10.3 | 13.3 | 15.9 | 18.4 | 13.7 |
| Temp. mín. abs. (°C)                                                                                     | 5.9 | 4.2 | 2.8 | -2.3 | -4.0 | -5.3 | -5.4 | -4.0 | -2.4 | -2.0 | 1.6 | 3.7 | -5.4 |
| Precipitación total (mm)                                                                                 | 138.1 | 127.7 | 139.8 | 118.8 | 92.3 | 58.9 | 60.8 | 64.5 | 72.0 | 126.1 | 117.7 | 117.2 | 1233.9                                                                                                   |
| Días de precipitaciones (≥ 1 mm)                                                                         | 9 | 9 | 9 | 9 | 8 | 6 | 7 | 8 | 7 | 10 | 10 | 9 | 101 |
| Horas de sol                                                                                             | 270 | 241 | 189 | 176 | 174 | 132 | 143 | 174 | 189 | 217 | 252 | 267 | 2424 |
| Humedad relativa (%)                                                                                     | 65 | 70 | 72 | 77 | 76 | 79 | 79 | 74 | 71 | 69 | 68 | 64 | 72.0 |
| Fuente n.º 1: Servicio Meteorológico Nacional                                                            | | | | | | | | | | | | | |
| Fuente n.º 2: The Weather Network                                                                        | | | | | | | | | | | | | |

La temperatura más alta registrada en Berazategui fue de 43,3 °C el 29 de enero de 1957 y la más baja fue de -5,4 °C, el 9 de julio de 1918. A lo largo del siglo XX, como en la mayoría de las ciudades del mundo a causa de la urbanización, las temperaturas han aumentado un poco debido a la isla de calor (desarrollo urbano). Las precipitaciones también se han acrecentado desde 1973, como ocurrió en el anterior hemiciclo húmedo: 1870 a 1920.
Berazategui recibe la influencia de dos tipos de vientos zonales: el pampero y la sudestada.

No suele nevar en la ciudad. La última nevada, el 9 de julio de 2007, comenzó en forma de aguanieve y terminó cubriendo gran parte de la ciudad.

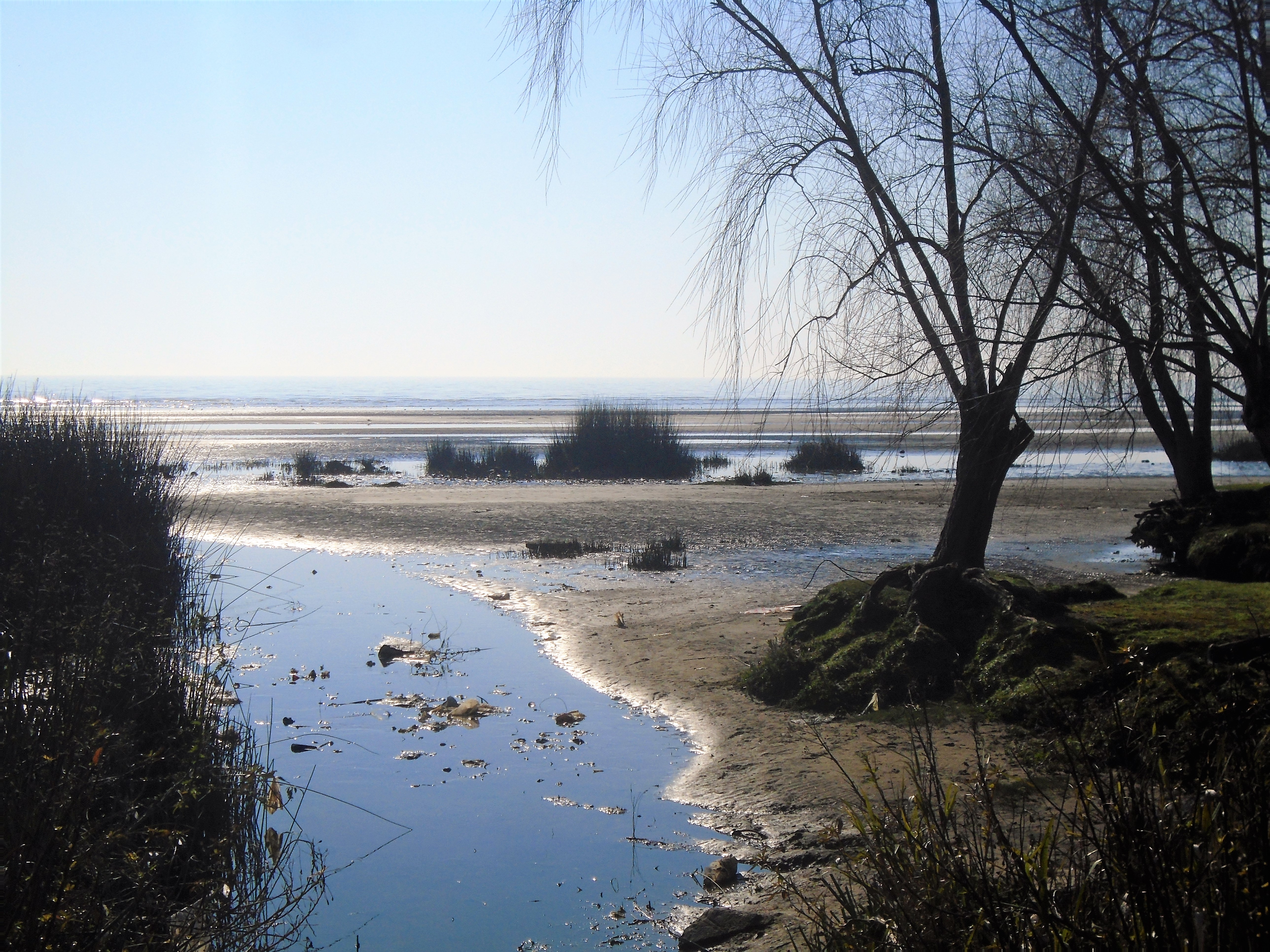
Costa de Berazategui.

### Sismicidad
La región responde a la «subfalla del río Paraná», y a la «subfalla del río de la Plata», con sismicidad baja; su última expresión se produjo el 30 de noviembre de 2018, a las 10:27 (hora local), con una magnitud de 3.8 en la escala de Richter.

## Infraestructura

### Salud
Cuenta con un hospital público, el Evita Pueblo; cinco clínicas privadas; 15 C.A.P.S (centros de atención primarias de salud) y 16 farmacias.

### Reciclaje
Programa ideado por el Intendente Patricio Mussi, con la intención de concientizar el cuidado del ambiente y la vida saludable. Desde su puesta en marcha, se reciclaron más de 80 toneladas de plástico y cartón. De este modo los vecinos dejan la basura para reciclar en los más de los 30 EcoPuntos de la ciudad y el material se reutiliza para construir nuevos productos.  
Cada EcoPunto se encuentra en una entidad barrial espacios usados como club, centro de jubilados o una sociedad de fomento, en este lugar se realiza el acopio de los desechos con el fin de lograr dividirlos, clarificarlos y darle tratamiento previo a los residuos recuperados.
En este marco, desde la Secretaría de ONG, de quien depende el Programa Bera Recicla, se informó que desde septiembre de 2016 se recolectaron 119 573 kilos de plástico y 195 771 kilos de cartón.
Esos materiales son reutilizados para construir nuevos productos. La primera plaza ecológica de la ciudad, El Molino (136 y 48), del barrio Río Encantado, cuenta con bancos hechos con plástico molido, tapitas de botellas como decoración de las veredas y juegos infantiles creados a partir de desechos.
EcoPuntos
Son espacios que funcionan en entidades barriales, como clubes y sociedades de fomento, donde se realiza el acopio, la clasificación y todo el proceso previo al tratamiento de los materiales recuperados.
Durante el día el vecino dispone de un contenedor  donde puede dejar el material juntado de este modo los trabajadores del acopio pasan en bicicletas eléctricas para retirar el material para su paso a reciclaje.
Bicicletas eléctricas
A través de la ordenanza municipal 5694 que prohíbe el trabajo de tracción a sangre y la creación del Registro único Obligatorio para los Recolectores Informales. La Municipalidad entregó bicicletas eléctricas a los  recolectores informales para que efectúen su labor sin la utilización de carros con caballos, evitando así la tracción a sangre. 

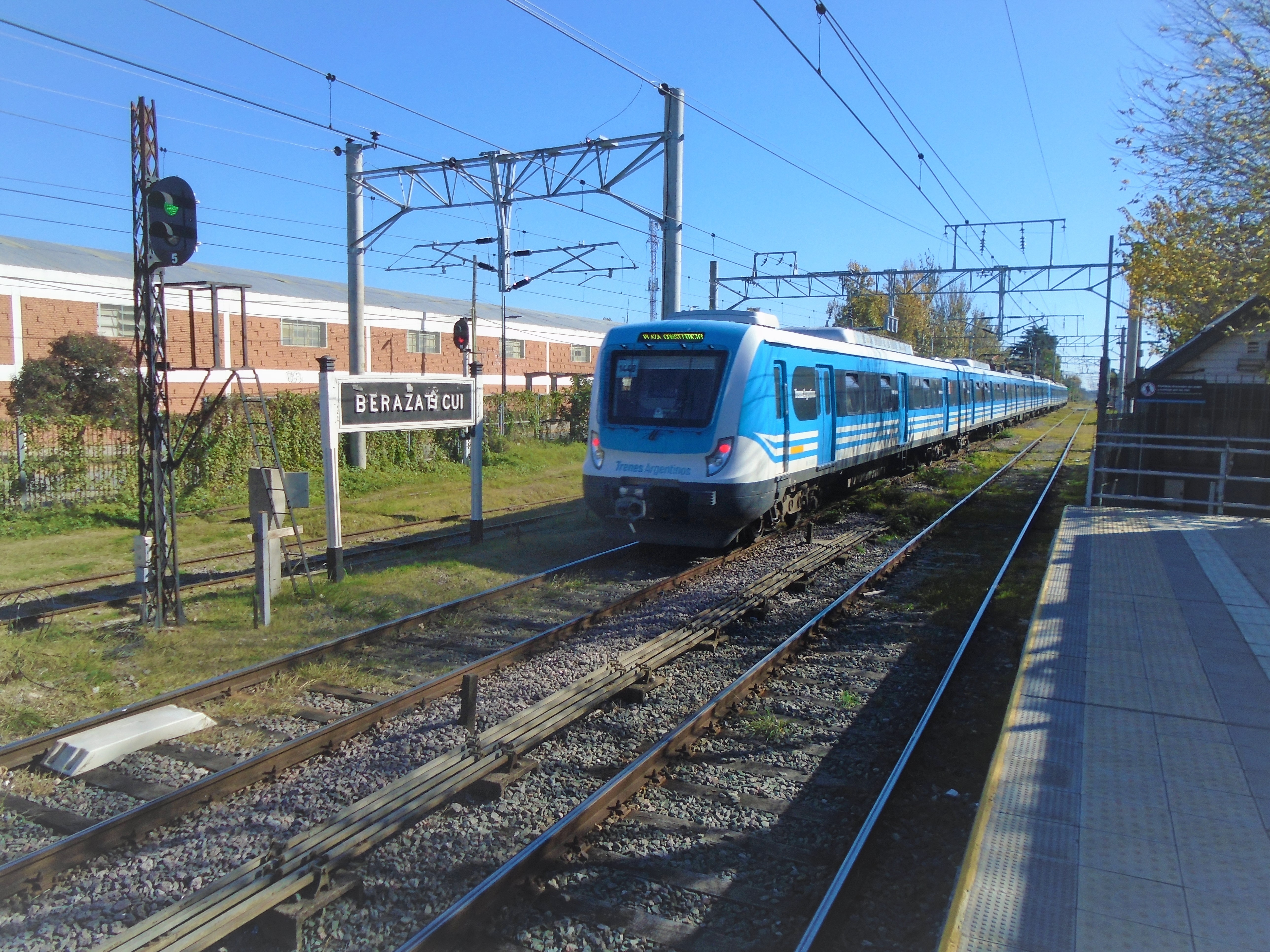
Estación Berazategui del Ferrocarril Roca.

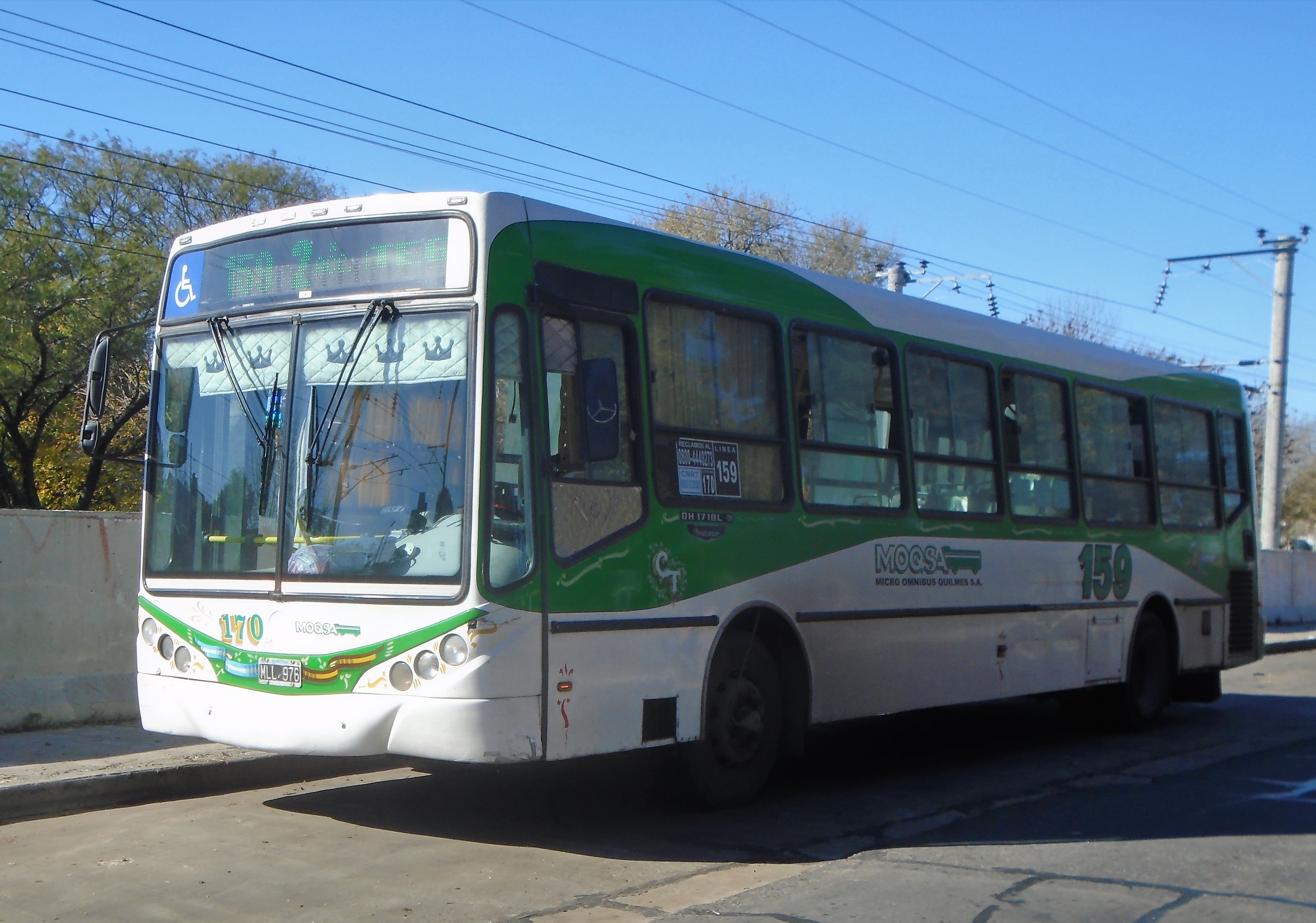
Colectivo de la línea 159 (de la empresa MOQSA), a su paso por la estación Berazategui.

#### Transportes
Tren
El servicio de trenes corresponde a la Línea Roca y une Berazategui con las capitales Buenos Aires, La Plata y con Bosques, pasa por las localidades berazateguenses de Plátanos, Hudson y Pereyra -en el tren a La Plata- y por Villa España, Ranelagh y Sourigues en el que va a Bosques.
Desde la apertura de la estación, en 1872, hasta septiembre de 2015 circularon formaciones remolcadas hasta que el ramal fue cerrado. A partir del 13 de junio del 2016 funcionaron formaciones eléctricas CSR, y la estación Berazategui operó como terminal provisoria hasta abril de 2017, cuando el servicio se extendió hasta City Bell. El 18 de octubre de 2017 (a más de dos años desde iniciadas las obras) el tren volvió a llevar pasajeros hasta La Plata. El 12 de octubre de 2018 se completó la electrificación del ramal Bosques, por vía Quilmes. Ya se encuentran electrificados ambos ramales con trenes eléctricos funcionando, y la estación de Berazategui, remodelada.

#### Colectivos
Es uno de los medios de transporte público más usados. De las líneas de colectivos (98, 129, 148, 159, 219, 300, 324, 418, 603 y 619), unen Berazategui con Buenos Aires las de número inferior a 200. La 418 lleva pasajeros a La Plata.

#### Remises
Hay gran cantidad de remiserías, no suelen tener identificación en los vehículos. Pueden tomarse en sus locales o contactarse por teléfono. La mayoría pide que tengan "código" de cliente, lo que implica haber dejado datos personales.

#### Taxis
Son blancos y tienen paradas a cada lado de la estación de trenes, sobre la Diag. Lisandro de la Torre (dividida por el ferrocarril, del lado este la numeración de las casas es par, mientras que del lado oeste es impar).

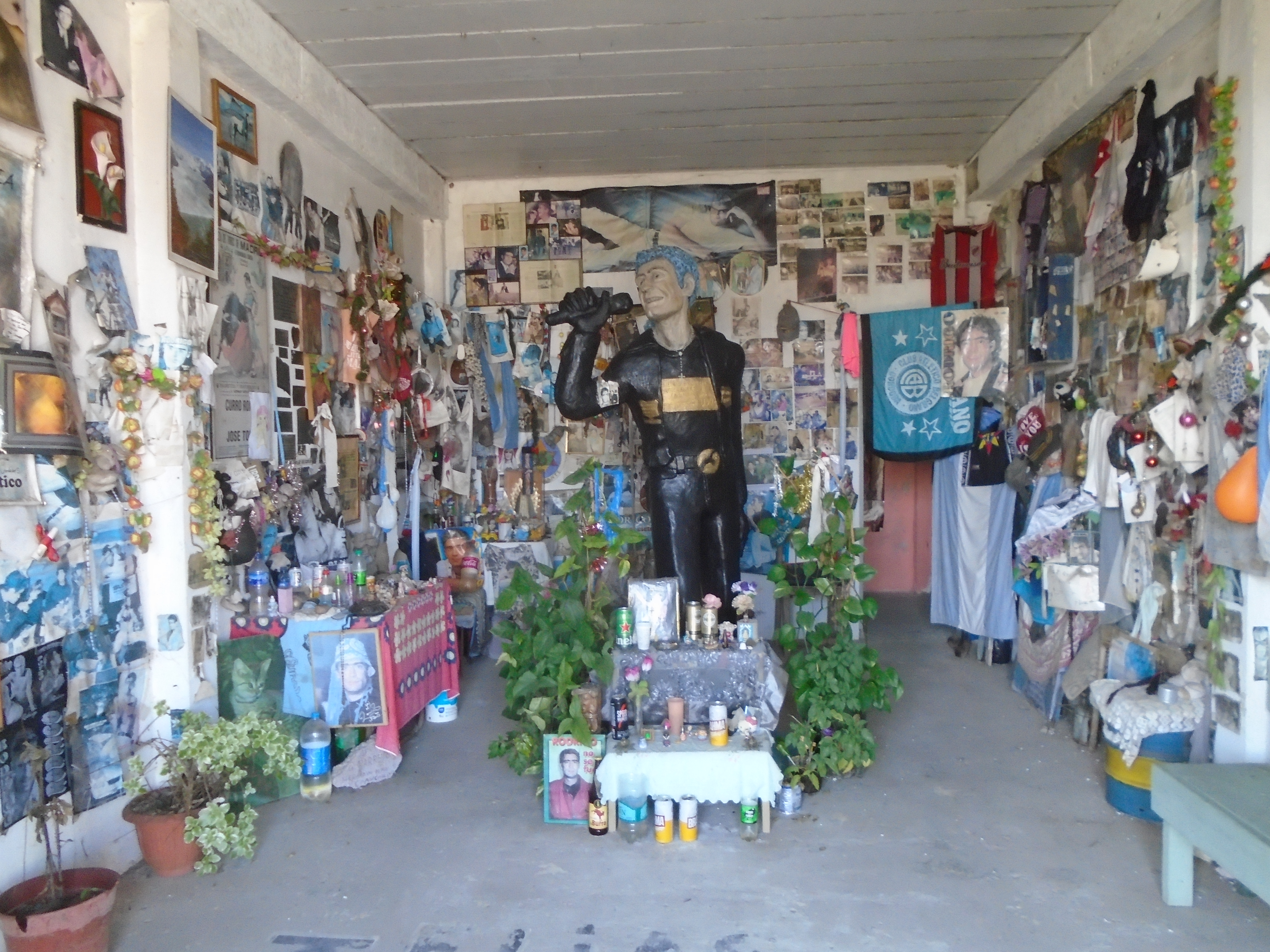
Monumento a Rodrigo, en el sitio donde el cantante muriera en un accidente hacia el 2000, sobre la Autopista Buenos Aires -La Plata.

## Turismo

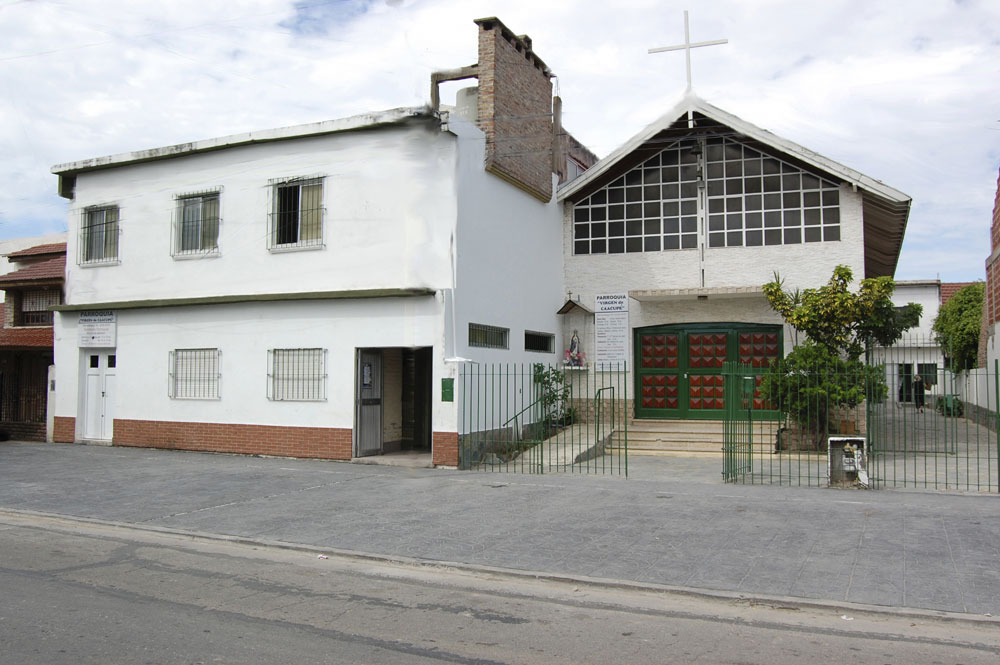
Parroquia Virgen de Caacupé

#### Plaza San Martín
Está en Av. Mitre entre calles 6 y 7, es la principal plaza de la ciudad, lugar en el que cientos de vecinos se reúnen a pasar el día. También llamada "Plaza Ducilo", por encontrarse a una cuadra de esa fábrica. Alrededor hay una variada oferta gastronómica, restaurantes, heladerías y bares; la zona está en expansión, se planea rodear la plaza con locales. En el centro se encuentra el monumento al general José de San Martín. La plaza es sede de eventos culturales y celebraciones de la ciudad, como la feria M.A.E. (Muestra Anual Educativa) y las celebraciones por el día de Berazategui, entre otros. Los fines de semana la calle 6 que limita con la plaza se transforma en la Peatonal Gastronómica debido a la abundancia de locales de este tipo.

#### Centro de actividades "Roberto De Vicenzo"
Se encuentra en calle 148 y 18, donde se encontraba "La feria internada", refaccionado y convertido en el gran Centro de actividades "Roberto de Vicenzo", el berazateguense campeón mundial de golf. Tiene una plazoleta donde se encuentra la entrada, con cuadros y esculturas. Los fines de semana, se abre a eventos culturales, festividades, ferias y demás. El lugar es sede de importantes eventos como La feria del Libro, el festival musical Bera-Rock, la Fiesta del Inmigrante, la Fiesta del Artesano, la Feria Gastronómica, entre otros.

#### "La 14"
La Avenida 14 es la principal, se extiende de este a oeste, pero su zona más activa se encuentra entre la Diagonal Lisandro de la Torre y la Avenida Kirchner (ex Mitre). En esas cuadras hay locales de indumentaria, electrodomésticos, electrónica, restaurantes, bares y heladerías.
Otra de las calles principales es la 148, que une la Avenida 14 con la Plaza San Martín. También, en menor medida, las calles 15, 13, 12, 147 y 149.
La 14 se encuentra dividida en tres nombres a lo largo de su trayecto, desde la Avenida Calchaquí hasta las vías del ferrocarril se llama "Avenida Rigolleau", luego "Presidente Perón" que se despliega desde el cruce de vías hasta la división de Avenida Mitre (lado sur) y Avenida Kirchner (lado norte), y el tercer tramo se llama "Avenida Almirante Brown", que llega hasta el Río de la Plata.

#### Club Ducilo
Hay varios clubes de barrio, el más grande es el Club Ducilo, en 5 y 151. En él se practican fútbol, vóley, tenis y hockey. Dentro del complejo hay un enorme parque, con sillas y mesas; restaurante, kiosco/bar, salón de fiestas, parrillas y quinchos. Hay pileta de natación, aprovechada por niños de las colonias de vacaciones. También tiene Gimnasio y Centro de Rehabilitación municipal, exclusivo para berazateguenses.
Escuela Municipal de Vidrio
Berazategui cuenta desde 1998 con la única Escuela Municipal del Vidrio de toda Latinoamérica, consolidando a la ciudad como “Capital Nacional del Vidrio”. Se encuentra a cargo de la Secretaría de Cultura y Educación local, este singular espacio educativo, público y gratuito, funciona desde hace 22 años en el Complejo Municipal San Francisco (calle 23 y 149), donde cientos de alumnos tienen la posibilidad de formarse en talleres y recibir un título.
Allí funciona el Museo del Vidrio, donde se exponen las colecciones donadas por las Cristalerías Rigolleau y la Sra. Ivonne Necol, junto a cañas de soplado, matrices, moldes de hierro, herramientas y fotografías que dan cuenta del crecimiento de la ciudad alrededor de la planta fabril. 
Barrio San Juan
Dentro del partido, el barrio “San Juan” se ubica desde la Avda. 14 hasta la Avda. 21 y, desde la Avda. Valentín Vergara hasta Avda. Dardo Rocha (1), con centros comerciales que brindan un servicio a la comunidad. Por otro lado, a lo largo de la avenida Rocha hay una unidad sanitaria (calle 16), un salón de eventos llamado “Insignia”, un pelotero para niños y otro salón, “Olivia”. En la otra punta, en avenida Vergara y 15, el instituto secundario Jesús de Nazareth, en donde a la vuelta, están el colegio primario y el jardín “Colores” (2).
Adentrándonos en el barrio, la escuela pública (EPB) N°18, el “Patio del amor de Juan Tévez” en donde los fines de semana, vecinos de la tercera edad se reúnen a celebrar con música, animaciones y bebidas. Por dicho establecimiento se otorgó el mismo nombre a la calle donde se encuentra en un acto conmemorativo en 2018. En lo que respecta a espacios verdes, se encuentran dos plazas con juegos. También, el centro de jubilados y pensionados “18” (3) y un comedor comunitario en 17 y 129. Consta de calles de valor histórico y turístico, ya que en ellas se puede revivir cómo se vivía hace cien años, sobre todo los días de lluvias, donde el barro las torna intransitables. A lo largo de la avenida 14 hay centros comerciales, una veterinaria “24 horas” y una farmacia. La fauna está dominada por canes y felinos. 
Barrio Parque
Comienza a partir de la calle 24 hasta la 27 y abarca las calles 131, 132 y 133. Dentro se pueden encontrar varios locales comerciales. En lo que respecta a unidades sanitarias, no se encuentra ninguna. Hay edificios y centros de actividades como el Museo del Golf, dentro del centro se encuentran las canchas para que los socios puedan disfrutar un día de juego. Se halla el club de fútbol “Colegiales”. La Municipalidad, hace años, organiza un torneo de fútbol anual, “Torneo Evita”, son partícipes algunos barrios como “El 12 de Octubre”, “Comandante Ramos”, “San Juan”, etc. Hay un centro educativo primario y secundario estatal, la E.E.S. 26.

## Deportes
El club de fútbol local es AD Berazategui que milita en la Primera C, el cuarto nivel del fútbol nacional correspondiente a los clubes directamente afiliados a la AFA. Juega de local en el Estadio Norman Lee con una capacidad superior a los 5000 espectadores.